# Burgstall Westerbuchberg
Der Burgstall Westerbuchberg ist eine abgegangene hochmittelalterliche Spornburg auf 530 m ü. NN am östlichen Rand des „Buchberges“ bei Westerbuchberg, einem Weiler in der Gemeinde Übersee im Landkreis Traunstein in Bayern. Die Anlage wird als Bodendenkmal unter der Aktennummer D-1-8140-0221 im Bayernatlas als „Burgstall des hohen Mittelalters ("Westerbuchberg")“ geführt. 
Die Burg wurde von den im 12. und im 13. Jahrhundert genannten Herren von Westerberg als befestigter Sitz erbaut. Von der ehemaligen Burganlage ist nichts erhalten. Die Anlage ist teilweise modern überbaut und teilweise mit Wald bestanden.